# Lukrécia meggyalázása

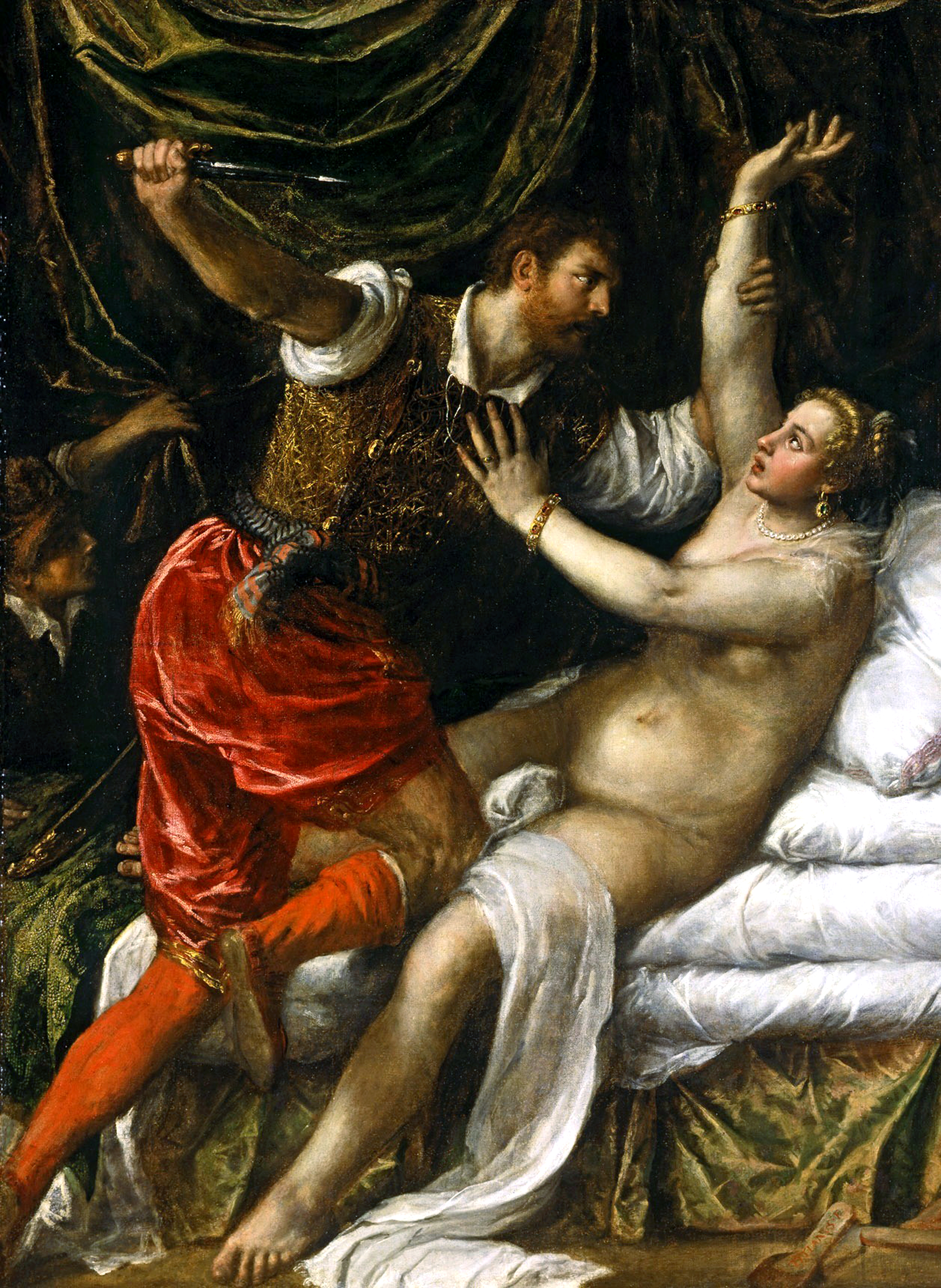
Tarquin és Lukrécia, Tiziano Vecellio festménye

A Lukrécia meggyalázása William Shakespeare kisepikai műfajba tartozó elbeszélő költeménye, amely a címszereplő meggyalázására, tragikus halálára, és az ezt követő bosszúvágyra fókuszál.

## Forma
A mű 1855 sorból áll, 256 versszakra van felosztva, és mindegyik versszak 7 sorból áll. A vers formája Chaucer-stanza (avagy Rhyme royal). A rímképlete: ababbcc, és az utolsó két sor beljebb kezdődik. A mű kezdetben Tarquinius Lukrécia iránti vágyakozására fókuszál, azonban miután erőszakot tett az asszonyon, a fókusz átvált a Lukrécia által érzett szégyenérzetre.

## Megjelenés és cím
A vers 1594. május 9-én került be a Hall Book of the Worshipful Company of Stationers céhhez, az angol kormány kiadás előtti nyilvántartásába. Később ugyanezen évben a Londonban élő John Harrison adta ki a verset kvartó formában. A kvartó könyv olyan oldalakból állt, amelyek körülbelül 24 centiméter szélesek és 30 centiméter magasak voltak. A nyomdász Richard Field volt. A vers nagy népszerűségnek örvendett azon olvasók körében, akik rendelkeztek némi műveltséggel. A mű a Hall Book-ban The Ravyshement [Ravishment] of Lucrece címmel szerepelt, de kiadásakor a vers Lucrece címmel jelent meg. A The Rape of Lucrece címet később kapta a mű.

## Helyszín[2]
A történet az ókori Rómában játszódik, amely az utolsó uralkodója, a zsarnok Lucius Tarquinius uralma alatt áll. Lucius Krisztus előtt 535 és 509 között uralkodott, a „Tarquinius Superbus”, avagy „Büszke Tarquin” becenevekkel illették. A történet középpontjában Lukrécia, egy római nemesasszony megerőszakolása áll. Az erőszaktevő a király fia, Sextus Tarquinius. A legenda szerint Sextus tette kihívta a rómaiak haragját, és Lucius Tarquinius és családja bukásához, valamint a Római Köztársaság megalapításához vezetett Krisztus előtt 509-ben. A cselekmény a Rómától huszonnégy mérföldre délre fekvő Ardeában, a Rómától tíz mérföldre keletre fekvő Collatiumban és Rómában játszódik.

## Történelmi háttér[2]
A Krisztus előtti hatodik század közepén Lucius Tarquinius meggyilkolja feleségét, fivérét és apósát annak érdekében, hogy Róma királyának trónjára ülhessen. A király arrogáns és zsarnok, méltó a Büszke Tarquin, illetve Tarquinius Superbus becenévre. Mivel a becsvágyó király uralma alá akarja vonni a Rómától huszonnégy mérföldre délre fekvő Ardea városát, megparancsolja az ott állomásozó csapatoknak, hogy vegyék ostrom alá a várost.

## Szereplők[2]
- Lukrécia: Tiszteletreméltó, becsületes és gyönyörű nő, erényességéről volt híres. Lucretius lánya, és egy római katona, Collatin felesége. Miután Tarquinius megerőszakolja, inkább választja a halált, mintsem szégyenben éljen tovább.
- Collatin: Lukrécia férje, egy római katona, aki dicsekszik felesége szépségével.
- Tarquin (Sextus Tarquinius): Római katona, aki Róma királyának fia és Collatin barátja. Miután hallja, hogy Collatin felesége szépségévével és erényével dicsekszik, elhagyja az ardeai római tábort és vággyal telve Collatium városába lovagol. Mikor Lukrécia egyedül van, beoson Collatin házába.
- Lucretius: Római patrícius, Lukrécia apja. Próbálta lebeszélni lányát az öngyilkosságról, azonban nem járt sikerrel. Lánya halála után fellázad a király ellen, és szerepet játszik annak száműzésében.
- Lucius Iunius Brutus: Collatin és Lucretius barátja. Egyike volt azoknak a zsarnok király elleni lázadás felbujtóinak.
- Hírvivő: Férfi szolgáló, aki átadja Lukrécia üzenetét Collatin számára.
- Lucius Tarquinius (Büszke Tarquin): Tarquin apja és Róma utolsó királya. Zsarnok uralkodó, akinek vesztét fia tette okozza.
- Servius Tullius: Lucius Tarquinius apósa.
- Publius Valerius: Collatin és Lucretius barátja.

## Cselekmény[2]
Az Ardea városában táborozó római tisztek vacsora után összegyűlnek a király fiának, Tarquinus-nak a sátrában, hogy történeteket meséljenek. Egy idő után a tisztek feleségeik erényét kezdik dicsérni. Az egyik tiszt, Collatin azzal büszkélkedik, hogy a felesége, Lukrécia messze a legszebb és legerényesebb nő mind közül. Mindaz, amit Lukréciáról hall, vágyat ébreszt az ifjú Tarquinius szívében; elhatározza, hogy saját szemével kell őt látnia. Így hát elindul Collatinus házába, mely a Rómától tíz mérföldre keletre fekvő Collatiumban található, ahol férje távollétében Lukrécia látja el a ház urának feladatait. Tarquinius Collatin bajtársaként mutatkozik be, így Lukrécia szívélyes fogadtatásban részesíti. Az asszony szépsége és bája ámulatba ejti a férfit. Tarquinius elhatározásra jut: megszerzi magának az asszonyt. Lukrécia tiszteletreméltónak, becsületesnek és nemes úriembernek tartja, mint amilyen a férje is; megbízik benne.
A ravasz Tarquinius hízelegni kezd a naiv Lukréciának, férje bátorságát és hősiességét méltatja. Ürügyet keres látogatásának okára, és úgy dönt, hogy estig vár terve végrehajtásával. Miután Tarquinius és Lukrécia megvacsoráznak, beszélgetéssel töltik az estét, majd visszavonulnak a szobáikba. Az éj leple alatt Tarquinius betör Lukrécia szobájába. Az asszony alszik, azonban Tarquinius érintése felébreszti. A férfi megfenyegeti a rémült asszonyt, hogy ha nem engedelmeskedik neki, erőszakkal fogja magáévá tenni. Lukrécia kegyelemért könyörög, a férfit azonban ez nem hatja meg, és meggyalázza az asszonyt, majd elhagyja a helyszínt.
Ezt követően Lukrécia üzenetben hazahívja Collatint Ardeából, apját, Lucretiust pedig Rómából. Mikor megérkeznek, Lukrécia elmondja nekik, hogy mit tettek vele, és arra kéri őket, hogy álljanak bosszút. Miután Lukrécia megnevezte az elkövetőt, tőrt döf a mellkasába, és életét veszti. Az incidens után végigviszik Lukrécia holttestét Rómán, és beszámolnak a népnek arról, hogy mit tett Tarquinius. Egyúttal leleplezik a király, Lucius Tarquinius zsarnoki uralmát. A Tarquinius családot megfosztják hatalmától és száműzik, Krisztus előtt 509-ben pedig Róma köztársaságot alapít, amelyet a nép képviselői irányítanak. Nem lesznek többé Tarquinusok, nem lesznek többé királyok.

## Ajánlás[2]
Shakespeare Henry Wriothesley-nek, Southampton harmadik grófjának ajánlotta a Lukrécia meggyalázása című versét. Wriothesley (1573-1624) Shakespeare és más korabeli írók pártfogója volt. Bár a gróf I. Erzsébet királynő udvarának nagyra becsült tagja volt, a konok Robert Devereux-val, Essex második grófjával való kapcsolata (aki szintén az udvartartás állandó tagja volt) arra késztette, hogy részt vegyen Devereux által kirobbantott királynő elleni lázadásában 1601-ben. Wriothesley-t életfogytiglani börtönbüntetésre ítélték.

## Kiadások
A mű összesen nyolc kiadásban jelent meg 1640-ig.
Az először 1594-ben nyomtatott Lukrécia végül 1640 előtt nyolc példányszámban jelent meg. Shakespeare legnépszerűbb darabja, a IV. Henrik király I. szintén nyolc kiadásban jelent meg. Bár Shakespeare ma elsősorban drámaíróként ismert, saját korában nagy elismerést kapott a Vénusz és Adonisz és a Lukrécia, a két elképesztően sikeres elbeszélő költemény szerzőjeként is.
A műből két példány maradt fenn: az egyik a cambridge-i Trinity College-ban, a másik pedig John Egerton, Bridgewater második grófja tulajdonában volt, és jelenleg a Huntington Könyvtárban található.

### Első kiadás
A Lukrécia című költeményt először 1594-ben John Field nyomtatta ki, ezzel pedig Shakespeare teljesítette a Vénusz és Adonisz 1593-as ajánlásában Southampton grófjának tett ígéretét. A Lukrécia dedikáló levelében, amelyet szintén Southampton grófjának címezte, Shakespeare utalhat a fiatal gróffal való kapcsolatára, azonban nincs más bizonyíték, amely erre rámutatna.

### Második kiadás
A Lukrécia második kiadása az első kiadáson alapszik. Akárcsak az elsőt, John Harrison adta ki, de Peter Short volt az, aki kinyomtatta számára 1598-ban. Ez a kiadás a költemény későbbi kiadásaival egyaránt oktávban, nem pedig kvartóban jelent meg.

### Harmadik kiadás
A Lukrécia harmadik kiadása a második kiadáson alapszik, és III. John Harrison nyomtatta ki 1600-ban apja, John Harrison számára.

### Negyedik kiadás
A Lukrécia negyedik, 1600-ban készült kiadását III. John Harrison nyomtatta ki apja, John Harrison számára. A harmadik kiadásból állították össze, amelynek szintén volt egy 1600-as lenyomata. Az oldalak elrendezése és dekorálása ugyanolyan, mint a harmadik kiadásban. John Roe megjegyezte, hogy ennek a kiadásnak a nyomtatása elhamarkodottan történt, és számtalan új hibát találtak benne. A fellelhető hibák között voltak apró, véletlen eltérések, és lényegesebb, feltehetőleg szándékos változtatások is.

### Ötödik kiadás
A Lukrécia ötödik kiadását 1607-ben Nicholas Okes nyomtatta ki III. John Harrison számára, aki a negyedik kiadást is megjelentette. Ez a kiadás kevesebb hibát tartalmaz, mint a negyedik kiadás, de nem egyértelmű, hogy Okes egy javított példányból dolgozott-e, vagy egy korábbi kiadásból állította-e össze a szöveget.

### Hatodik kiadás
A Lukrécia hatodik kiadását 1616-ban, Shakespeare halálának évében Thomas Snodham nyomtatta ki Roger Jackson számára. John Harrison, aki az összes eddigi kiadást megjelentette, átadta a szerzői jogokat Jackson-nak 1614-ben. Ez a kiadás a legjobb példa arra, hogy a kiadók és a nyomdászok mennyire szabadon kezelték ezeket a szövegeket. A hatodik kiadást a korábbi öt kiadástól jelentősen eltérő címlappal adták ki: az eredeti Lucrece [Lukrécia] megváltozott, az új cím a The Rape of Lucrece [Lukrécia meggyalázása] lett. Ez a kötet azért is különleges, mert William Shakespeare először jelenik meg benne szerzőként. A grófnak címzett dedikáló levél megmaradt, Snodham azonban tartalomjegyzékkel és széljegyzetekkel egészítette ki a szöveget.

## Fordítások és feldolgozások
A Lucretia című elbeszélő költemény Lőrinczy (Lehr) Zsigmond fordításában jelent meg a Shakspere vegyes költeményei című könyvben, amelyet Ráth Mór kiadó adott ki 1880-ban Budapesten. A fordításban fellelhető a levél is, amelyet Shakespeare Henry Wriothesley-nek, Southampton harmadik grófjának címzett.
Ottorino Respighi olasz zeneszerző Lucrezia című egyfelvonásos operáját többek között Shakespeare elbeszélő költeménye, a Lukrécia meggyalázása ihlette, és követi a mű cselekményszálát.